# Rhodosporidium sphaerocarpum
Rhodosporidium sphaerocarpum är en svampart som beskrevs av S.Y. Newell & Fell 1970. Rhodosporidium sphaerocarpum ingår i släktet Rhodosporidium, ordningen Sporidiobolales, klassen Microbotryomycetes, divisionen basidiesvampar och riket svampar.   Inga underarter finns listade i Catalogue of Life.